# Nguyễn Văn Thạc
Nguyễn Văn Thạc (14/10/1952 - 30/7/1972) là liệt sĩ Quân đội Nhân dân Việt Nam, tác giả cuốn Nhật ký "Chuyện đời" (hay còn được biết dưới cái tên "Mãi mãi tuổi hai mươi").

## Thuở học sinh
Nguyễn Văn Thạc sinh ngày 14 tháng 10 năm 1952 tại làng Bưởi, Hà Nội, là con thứ 10 trong 14 anh em của một gia đình thợ thủ công. Cha mẹ có xưởng dệt nhỏ, thuê người dệt áo len và áo sợi. Khi Mỹ gây chiến tranh phá hoại miền Bắc, cha mẹ anh phải bán rẻ hết nhà cửa, xưởng máy, để sơ tán về quê tại xã Cổ Nhuế, huyện Từ Liêm. Hợp tác xã không có việc làm, nhà lại đông con nên tài sản gia đình nhanh chóng khánh kiệt. Bà mẹ Thạc phải đi cắt cỏ bán lấy tiền ăn.
Nhà nghèo nên Thạc vừa đi học, vừa phải đi làm thêm giúp đỡ bố mẹ nuôi sống gia đình. Bù lại, Thạc học rất giỏi. Suốt 10 năm học phổ thông, anh đều đạt loại A1 (giỏi toàn diện). Năm lớp 7, Thạc đạt giải Nhì (không có giải Nhất) học sinh giỏi Văn thành phố Hà Nội.
Khi gia đình đã sơ tán về quê ở Cổ Nhuế, Thạc học tại trường cấp III Yên Hoà B Lưu trữ ngày 2 tháng 11 năm 2010 tại Wayback Machine. Hằng ngày, anh phải đi bộ 4 cây số đến trường học; ngày nghỉ, thì đi bộ hàng chục cây số đến tận Thư viện Hà Nội để đọc sách. Tuy vất vả nhưng Thạc học giỏi đều tất cả các môn, đặc biệt là môn văn. Trong những năm học phổ thông, anh đã có nhiều tác phẩm văn, thơ được đăng trên các báo, được tuyển chọn in thành sách cùng với các tác phẩm của các tác giả thanh thiếu nhi khác như Trần Đăng Khoa, Hoàng Nhuận Cầm...
Năm lớp 10 (năm cuối bậc trung học phổ thông), anh đạt giải Nhất cuộc thi học sinh giỏi Văn toàn miền Bắc, năm học 1969-1970. Thời đó những học sinh học giỏi thường được tuyển chọn gửi đi đào tạo đại học tại Liên Xô hoặc các nước khác trong hệ thống XHCN. Tuy nhiên học lực và hạnh kiểm chỉ là hai trong nhiều tiêu chuẩn xét cử đi học nước ngoài. Không nằm trong diện được cử đi học nước ngoài, Thạc đã đăng ký thi và đỗ vào khoa Toán – Cơ của trường Đại học Tổng hợp Hà Nội, khóa 15. Thạc đã học hết chương trình học kỳ I (đã thi) và học kỳ II (chưa thi) năm thứ nhất ngành Cơ học, khoa Toán - Cơ, trường Đại học Tổng hợp Hà Nội.
Nhưng đó cũng là thời gian cuộc Chiến tranh Việt Nam đang bước vào giai đoạn mới. Chiến trường miền Nam ngày càng gay go và ác liệt. Hàng ngàn sinh viên các trường đại học phải tạm ngừng việc học tập để bổ sung lực lượng chiến đấu cho quân đội. Nguyễn Văn Thạc đã nhập ngũ ngày 6 tháng 9 năm 1971.

## Chiến đấu và hy sinh
Giữa năm 1971, Quân đội Nhân dân Việt Nam chuẩn bị lực lượng cho những cuộc tổng tấn công trong năm 1972 tại các chiến trường Quảng Trị, Bắc Tây Nguyên, và Đông Nam Bộ (Bình Long, Bình Phước), trong đó hướng chủ yếu là Quảng Trị. Ngày 6 tháng 9 năm 1971, cùng với 21 sinh viên của K15 Toán - Cơ (Đại học Tổng hợp) và nhiều sinh viên khác, anh gia nhập Quân đội Nhân dân Việt Nam.
Sau 6 tháng huấn luyện, tháng 4 năm 1972 anh bắt đầu hành quân vào chiến trường. Anh viết cuốn nhật ký "Chuyện đời" từ ngày 2 tháng 10 năm 1971 đến ngày 3 tháng 6 năm 1972; trước khi hành quân vào chiến trường Quảng Trị, anh đã gửi cuốn nhật ký cùng nhiều lá thư về cho anh trai từ ngã ba Đồng Lộc. Hai tháng sau, ngày 30 tháng 7 năm 1972 anh đã hy sinh tại chiến trường Quảng Trị.

## Cuốn sáchMãi mãi tuổi hai mươi

Bìa cuốn nhật ký do Nhà xuất bản Thanh niên ấn hành

Năm 2005, cuốn nhật ký của Nguyễn Văn Thạc đã được Nhà Xuất bản Thanh niên in thành cuốn sách Mãi mãi tuổi hai mươi, cùng với nhiều lá thư, hình ảnh về anh. Cuốn nhật ký này đã gây được tiếng vang lớn trong toàn xã hội và trở thành một sự kiện văn học, phát hành kỷ lục bởi giá trị nhân văn, nghệ thuật từ một tâm hồn cao đẹp, thiết tha yêu quê hương, đất nước.